# 塔盧蒂斯灣
塔盧蒂斯灣（英語：Talutis Inlet），是南極洲的海灣，位於埃爾斯沃思地，處於福勒冰隆西部，入口處在基利冰隆以南，由美國地質調查局繪入地圖，現時由南極條約體系管理。
77°15′S 81°30′W / 77.250°S 81.500°W